# Менештіур (комуна)
Менештіур (рум. Mănăștiur) — комуна у повіті Тіміш в Румунії. До складу комуни входять такі села (дані про населення за 2002 рік):
- Менештіур (1224 особи)
- Педурань (95 осіб)
- Реметя-Лунке (456 осіб)
- Топла (6 осіб)

Комуна розташована на відстані 352 км на північний захід від Бухареста, 65 км на схід від Тімішоари.

## Населення
За даними перепису населення 2002 року у комуні проживала 1781 особа.
Національний склад населення комуни:
| Національність | Кількість осіб | Відсоток |
| -------------- | -------------- | -------- |
| румуни         | 1597           | 89,7%    |
| угорці         | 104            | 5,8%     |
| цигани         | 52             | 2,9%     |
| українці       | 25             | 1,4%     |
| німці          | 3              | 0,2%     |

Рідною мовою назвали:
| Мова       | Кількість осіб | Відсоток |
| ---------- | -------------- | -------- |
| румунська  | 1604           | 90,1%    |
| угорська   | 104            | 5,8%     |
| циганська  | 48             | 2,7%     |
| українська | 22             | 1,2%     |
| німецька   | 3              | 0,2%     |

Склад населення комуни за віросповіданням:
| Релігія                                       | Кількість осіб | Відсоток |
| --------------------------------------------- | -------------- | -------- |
| православні                                   | 1367           | 76,8%    |
| п'ятдесятники                                 | 237            | 13,3%    |
| реформати                                     | 110            | 6,2%     |
| римо-католики                                 | 30             | 1,7%     |
| греко-католики                                | 9              | 0,5%     |
| не релігійні                                  | 8              | 0,4%     |
| старообрядці                                  | 3              | 0,2%     |
| адвентисти                                    | 2              | 0,1%     |
| лютерани (Синодально-пресвітеріанська церква) | 1              | 0,1%     |